# Warner Bros. Pictures
Pour Warner Bros., voir Warner Bros..
 (août 2024).
Si vous disposez d'ouvrages ou d'articles de référence ou si vous connaissez des sites web de qualité traitant du thème abordé ici, merci de compléter l'article en donnant les références utiles à sa vérifiabilité et en les liant à la section « Notes et références ».
Warner Bros. Pictures est une société américaine de production et de distribution de films de la division Warner Bros. Pictures Group de Warner Bros. Entertainment (tous deux détenus en dernier ressort par Warner Bros. Discovery). Le studio est le producteur phare de longs métrages d'action en direct au sein de l'unité Warner Bros. Pictures Group est basé dans le complexe Warner Bros. Studios à Burbank, en Californie. Les films d'animation produits par le Warner Animation Group sont également diffusés sous la bannière du studio.
Warner Bros. Pictures est actuellement l'un des cinq studios de cinéma d'action en direct du groupe Warner Bros. Pictures, les autres étant New Line Cinema, DC Studios, Castle Rock Entertainment et Spyglass Media Group. Le dernier volet de la série de films Harry Potter (Harry Potter et les Reliques de la Mort, partie 2) est le film le plus rentable de  l'histoire du studio au monde avec 1,3 milliard de dollars.
Fondée en 1923 par les frères Harry Warner, Albert Warner, Sam Warner et Jack L. Warner, en plus de produire ses propres films, elle gère les opérations cinématographiques, la distribution en salles, le marketing et la promotion des films produits et diffusés par d'autres labels Warner Bros., y compris Warner Animation Group, New Line Cinema, DC Studios et Castle Rock Entertainment, ainsi que divers producteurs tiers.